# アドビ
アドビ（英: Adobe Inc.）は、ジョン・ワーノックとチャールズ・ゲシキによって1982年12月に設立された、アメリカ合衆国カリフォルニア州サンノゼ市に本社を置くコンピュータ・ソフトウェア・テクノロジー・カンパニーである。クリエイティブ・デザイン、ビデオ編集ツールとAcrobatPDF等のトップシェア企業。マーケティングツール、AI、ECサービス等も提供している。パロアルト研究所からInterpress (PageScriptLanguage) を開発してスピンアウトし、当初の1982年12月から2018年10月3日まではAdobe Systems Incorporatedという社名であったが2018年にAdobe Inc.に社名変更した。会長兼CEOはシャンタヌ・ナラヤン（2024年現在）。
日本法人であるアドビ株式会社（2020年6月18日にアドビシステムズ株式会社から社名変更）は、東京都品川区大崎に所在。2021年4月12日より、神谷知信氏（スタンフォード大大学院、青山学院卒）が、ジェイムズ・マイケル・マクリディ（元メジャーリーガー、NYメッツの投手、現・ServiceNow日本法人社長）の後任として日本法人の社長に就任し、「心、おどる、デジタル」という戦略を発表。アクロバットPDFの生みの親で、フォトショップ、イラストレーターらクリエイティブ・デザイン・ツールではトップシェアで業界のリーダー企業でもあり、"Creativity for All"というヴィジョンを掲げている。Behance（ビハンス：アドビが運営するクリエイターのためのソーシャルメディアプラットフォーム）において、"NFT アート"を展示できる新機能も提供。

## 歴史
米カリフォルニア州、パロアルト研究所にいたチャールズ・ゲシキとジョン・ワーノックが創業。クリエイティブ・デザイン、ビデオ編集からマーケティング、AI、ドキュメント管理、電子サイン、NFTまでを実践提供するデジタルコラボレーション推進型テクノロジーカンパニーとして、米NASDAQ上場。Acrobat、PDFの生みの親である。当初、ページ記述言語である、「Interpress（インタープレス）」の研究開発を開始した。しかし、ゼロックスはこれをビジネスには利用しようとしなかったため、独立を決意。1982年、Adobe Systemsを設立した。社名は、当時ロスアルトスにあったジョン・ワーノックの自宅の裏を流れる22.9 kmの小川である"Adobe Creek"という川の名前が由来とされている。

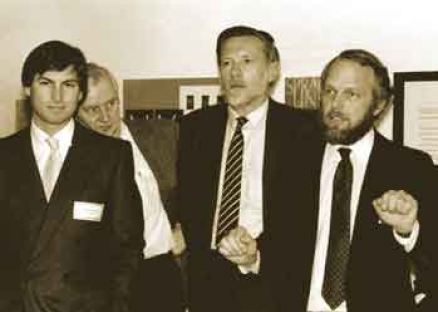
Appleが出資を決めた頃のスティーブ・ジョブズ、チャールズ・ゲシキ、ジョン・ワーノック（1982年12月）

当初は、ページ記述言語を元に、DTPシステム自体を事業の核にしようと考えていた。当時Apple Computer（現・Apple）では、新しくレーザープリンターを開発していたが、高精度な印刷ができなった。そこでスティーブ・ジョブズが、パロアルト研究所でInterpressページ記述言語技術の存在を知り、AppleのレーザープリンターLaserWriterに供給することを依頼し、Adobe Systemsを設立に際し20%に当たる500万ドルを出資した。この結果、アドビはハードウェアメーカーではなく、メーカーにInterpress, ページ記述言語を供給するソフトウェア・テクノロジーに軸足を置くこととなった。
1985年に、後にDTP業界標準となる、"PostScript"開発を発表。この頃の売り上げの大半はAppleからのライセンス使用料であった（Appleは1983年に前金で$100万支払い、そして$250万出資した）。しばらくはPostScriptのライセンス供与がビジネスの柱であったが、1987年にIllustratorを発表。クリエイティブ・デザイン・ツール、アプリケーションプログラムの開発、販売に参入するようになり、クリエイター・デザイナー向けのツールがビジネスの柱となり、現在の礎を築いた。
1989年にはPhotoshopを発売。写真編集・加工ソフトのデファクトとなったが、この頃はまだ、アドビのビジネスは「紙に印刷すること」を実践していた。
1991年に登場したQuickTimeを利用した動画編集ソフトウェアの"ADOBE Premiere"を開発・発売する。
1993年には、こちらも業界のスタンダードとなる、"Acrobat・PDF"を開発することで、ビジネスの方向をデジタル・データのオーサリングに向け、その後の「紙からデジタルへの変革を提唱」したパイオニアとなっていった。
1994年、アルダスを買収。After Effects、Persuasion、PageMakerと後の"InDesign"の元となる技術と開発者を手に入れる。
設立以来、当初は、Apple（macOS、iOSではオペレーティングシステム (OS) レベルでOpenTypeやPDFを採用）、スティーブ・ジョブズ（NeXTでは全面的にPostScriptを採用）との関係が深かったが、Windows 95が発売されて以降、OpenTypeの設計・策定などを含め、徐々に、マイクロソフトとの関係も深くなってきた。
2005年4月19日、競合会社であり訴訟合戦を繰り広げていたマクロメディア買収を発表、12月3日に買収を完了した。
2007年、CEOにインド系CEOの走りである、シャンタヌ・ナラヤンが就任。
2009年10月にアクセス解析関連のマーケティングサービス会社である"オムニチュア（Omniture）"社のすべての発行済み株式を普通株1株当たり現金21.50ドル支払うことにより取得する株式公開買付を実施。株式の希薄化後純資産約18億ドル相当の取引にて10月23日に買収を完了した。
2012年、月額課金制の"Adobe Creative Cloud"を発表。同時にパッケージソフトウェア"Adobe Creative Suite"の販売を中止すると発表（翌2013年に完全移行）し、SaaSビジネスに積極的にトランスフォーメーションを遂げる。同年、Adobe Marketing Cloudの提供を開始した。（2017年にBrand名を、Adobe Experience Cloudに変更）。
2016年、独自のAI・機械学習のテクノロジーである、"Adobe Sensei"を発表。Document Cloud、Acrobat、ExperienceCloudなどでのAI活用を徐々に、開始する事となる。
2018年、電子商取引プラットフォーム、EC運用SaaSであるMagentoを買収し、Adobe Experience Cloudのラインナップ内に統合し、データ活用、カスタマージャーニ、コマース、データインサイトなどをSaaSで実践するラインナップを充実させ、AI、機械学習も取り入れた。
2018年9月20日、アドビシステムズはマーケティング・オートメーション、アナリティクスツールとしてシェアを伸ばしていた有力企業である、"Marketo（マルケト）"を47億5000万ドルで買収することを発表、同年10月に買収を完了し、後にExperience Cloudへと統合した。
2021年、IDC調査で、Acrobat、Document Cloudが、1,000人以上の大企業で日本国内シェアNo.1となりMicrosoftなどのアプリと連携させて、アプリ内から直接、編集コラボレーション処理することも可能であるとし、マイクロソフトとのアライアンスの強化をアナウンス。
Acrobatに代表される、スマホから、PC、またリモートワークでも、"紙からデジタルへの変革"を提唱したパイオニアとして、いつどこでも文書をスキャン、編集、共有、署名、稟議対応できる「デジタル・コラボレーション・ツール」としてAcrobat Sign（電子稟議、電子署名）や、SaaS上でコラボ作業を完結するために生み出された、"Adobe Document Cloud"が、デジタルコラボレーション、共同作業の方法、業務の処理方法に、革新的なエンタープライズ、DXツールとして日本国内でも、評価された。
2021年の、"Adobe Max"において、Behance(ビハンス：アドビが運営するクリエイターのためのソーシャルメディアプラットフォーム)において、"NFT アート"を展示できる新機能を発表。デジタルアセットから NFT を新たに発行するには、ブロックチェーン技術を用いて Mint と呼ばれる作業を行う。Behanceが最初に対応したブロックチェーン、イーサリアム（ETH）が現在では、ソラナ（SOL） と ポリゴン（MATIC） で Mint したアートも展示できるよう機能拡張された。
2021年、"Best Company CEO（Large Companies）"に、シャンタヌ・ナラヤンがCreative DesignからAI、MachineLearintg、Marketing、顧客、Experience、AcrobatなどのDocument管理から、電子稟議、電子署名、電子決済までをSaaSで実施可能なAdobeの方向性を示した事などが評価されて選ばれた。（2位：IBM、Arvind Krishna、3位：Microsoft、Satya Nadella）他。

## テレビ番組
- 日経スペシャル ガイアの夜明け 検証・アメリカ市場 〜揺らぐ経済大国はいま〜（2002年10月20日、テレビ東京）[13]。